# Badavi Guseynov
Badavi Guseynov (en azéri : Bədavi Hüseynov), né le 11 juillet 1991 à Kaspiisk en URSS, est un footballeur international azerbaïdjanais, qui évolue au poste de défenseur.

## Biographie

### Carrière de joueur
Badavi Guseynov a disputé 8 matchs en Ligue des champions et 11 matchs en Ligue Europa.

### Carrière internationale
Badavi Guseynov compte 21 sélections avec l'équipe d'Azerbaïdjan depuis 2012. 
Il est convoqué pour la première fois par le sélectionneur national Berti Vogts pour un match amical contre l'Jordanie le 27 février 2012 (victoire 3-0).

## Palmarès
- Avec le Qarabağ Ağdam (16)
  - Champion d'Azerbaïdjan (11) en 2014, 2015, 2016, 2017, 2018, 2019, 2020, 2022, 2023, 2024 et 2025
  - Vainqueur de la Coupe d'Azerbaïdjan (5) en 2015, 2016, 2017, 2022 et 2024